# Tutow
Tutow er en by og kommune i det nordøstlige Tyskland, beliggende i Amt Jarmen-Tutow i den nordvestlige del af Landkreis Vorpommern-Greifswald. Landkreis Vorpommern-Greifswald ligger i delstaten Mecklenburg-Vorpommern. Indtil 31. december 2004 var kommunen administrationsby i Amt Tutow.

## Geografi
Tutow er beliggende omkring otte kilometer vest for Jarmen og omkring 16 kilometer øst for Demmin. Vandløbet Kuckucksgraben løber langs den nordlige kommunegrænse, og videre mod nordvest til floden Peene. Den lille kommune er præget af Tutower Flugplatz. Ved flyvepladsen ligger den kunstigt anlagte sø Casinosee. Bundesstraße B 110 går igennem den sydøstlige kommunegrænse, og motorvejen A 20 nåes ved Jarmen.

## Eksterne kilder og henvisninger
- Wikimedia Commons har flere filer relateret til Tutow
- Byens side Arkiveret 27. april 2017 hos  Wayback Machine på amtets websted
- Befolkningsstatistik Arkiveret 27. april 2017 hos  Wayback Machine